# برنامه بین‌المللی زیست‌شناختی
برنامه بین‌المللی زیست‌شناختی (به انگلیسی: International Biological Program (IBP))، تلاشی بین سال‌های ۱۹۶۴ و ۱۹۷۴ میلادی برای هماهنگی مطالعات بوم‌شناختی و زیست‌محیطی در مقیاس بزرگ بود. برنامه بین‌المللی زیست‌شناختی که در پی سال موفقیت‌آمیز بین‌المللی ژئوفیزیک (IGY) ۱۹۵۷-۱۹۵۸ سازماندهی شد، تلاشی بود برای به‌کارگیری روش‌های علم بزرگ در بوم‌شناسی اکوسیستم و مسائل محیطی فوری.